# Pedro Edmunds Paoa
Pedro Pablo Edmunds Paoa, né le 1er juillet 1961 à l'Île de Pâques, est un homme politique chilien.

## Biographie
Élu maire de la commune de l'île de Pâques en 1994 pour l'Union Centre Centre, il est réélu en 1996 pour le Parti démocrate-chrétien du Chili (PDC), puis à nouveau en 2000 et en 2004.
Il ne se représente pas en 2008 et est nommé gouverneur de la province de l'Île de Pâques en mars 2010 par le président Sebastián Piñera. Paoa démissionne en août 2010, alors que des membres du «parlement rapanui» occupent des bâtiments gouvernementaux pour réclamer la restitution de terres ancestrales.
Depuis 2012, il est à nouveau maire de l'île de Pâques, pour le Parti progressiste.